# Коссесвиль
Коссесви́ль (фр. Cossesseville) — коммуна во Франции, находится в регионе Нижняя Нормандия. Департамент коммуны — Кальвадос. Входит в состав кантона Тюри-Аркур. Округ коммуны — Кан.
Код INSEE коммуны — 14183.

## Население
Население коммуны на 2010 год составляло 107 человек.
| 1962 | 1968 | 1975 | 1982 | 1990 | 1999 | 2010 |
| ---- | ---- | ---- | ---- | ---- | ---- | ---- |
| 123  | 125  | 99   | 83   | 90   | 88   | 107  |

## Экономика
В 2010 году среди 71 человека трудоспособного возраста (15—64 лет) 60 были экономически активными, 11 — неактивными (показатель активности — 84,5 %, в 1999 году было 68,1 %). Из 60 активных жителей работали 54 человека (34 мужчины и 20 женщин), безработных было 6 (4 мужчины и 2 женщины). Среди 11 неактивных 2 человека были учениками или студентами, 6 — пенсионерами, 3 были неактивными по другим причинам.